# Mora (Portugal)
Pour les articles homonymes, voir Mora.
Mora est une commune du Portugal située dans le district d'Évora, en Alentejo.
Sa population est de 5 525 habitants et sa superficie totale de 443 km2.
La municipalité est composée de quatre paroisses.
Le maire actuel est Luis Simão Duarte Matos, élu sous l'étiquette de la Coalition démocratique unitaire (CDU).
La fête municipale est le lundi de Pâques.

## Paroisses
- Brotas
- Cabeção
- Mora
- Pavia

## Galerie

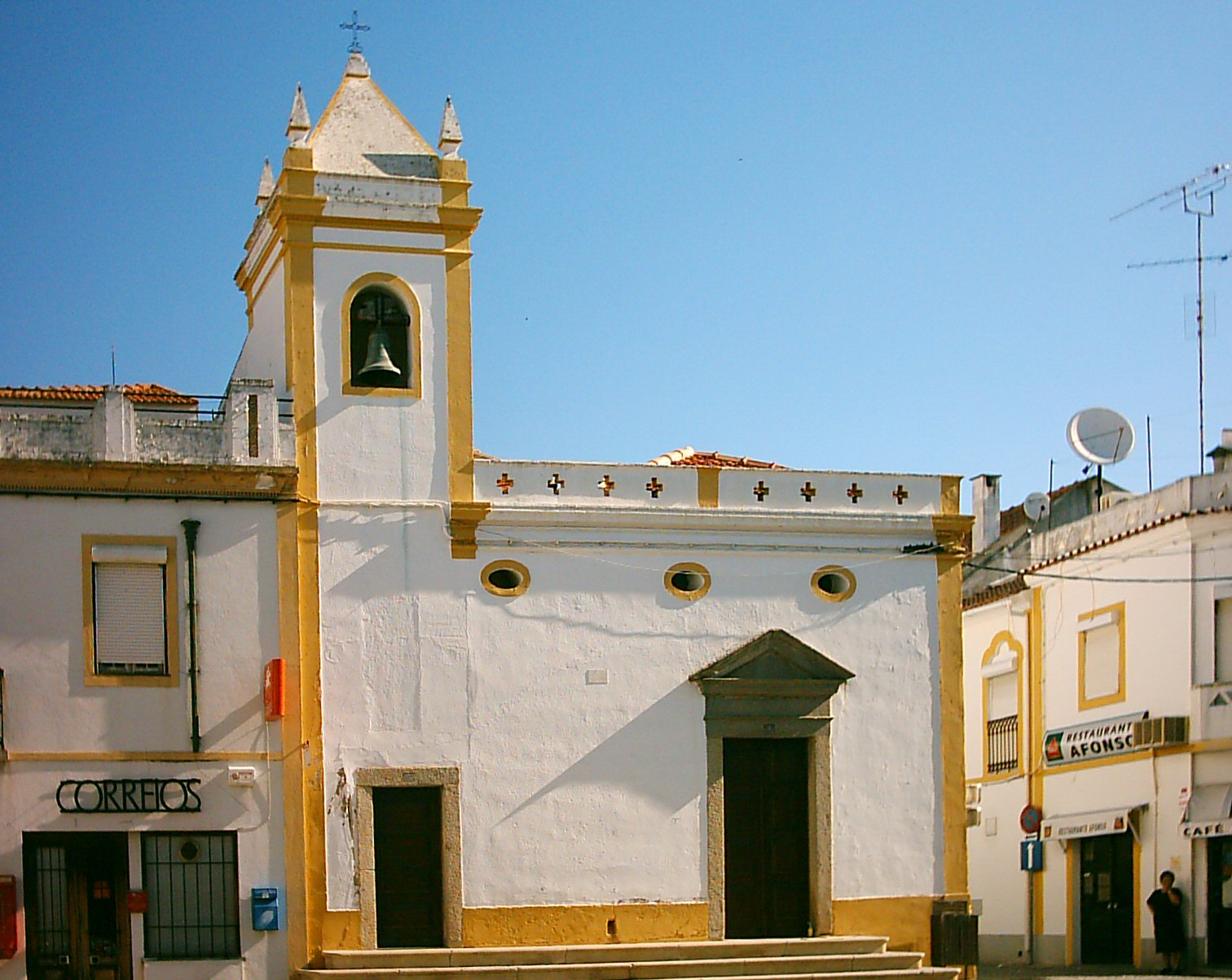
Église principale de Mora
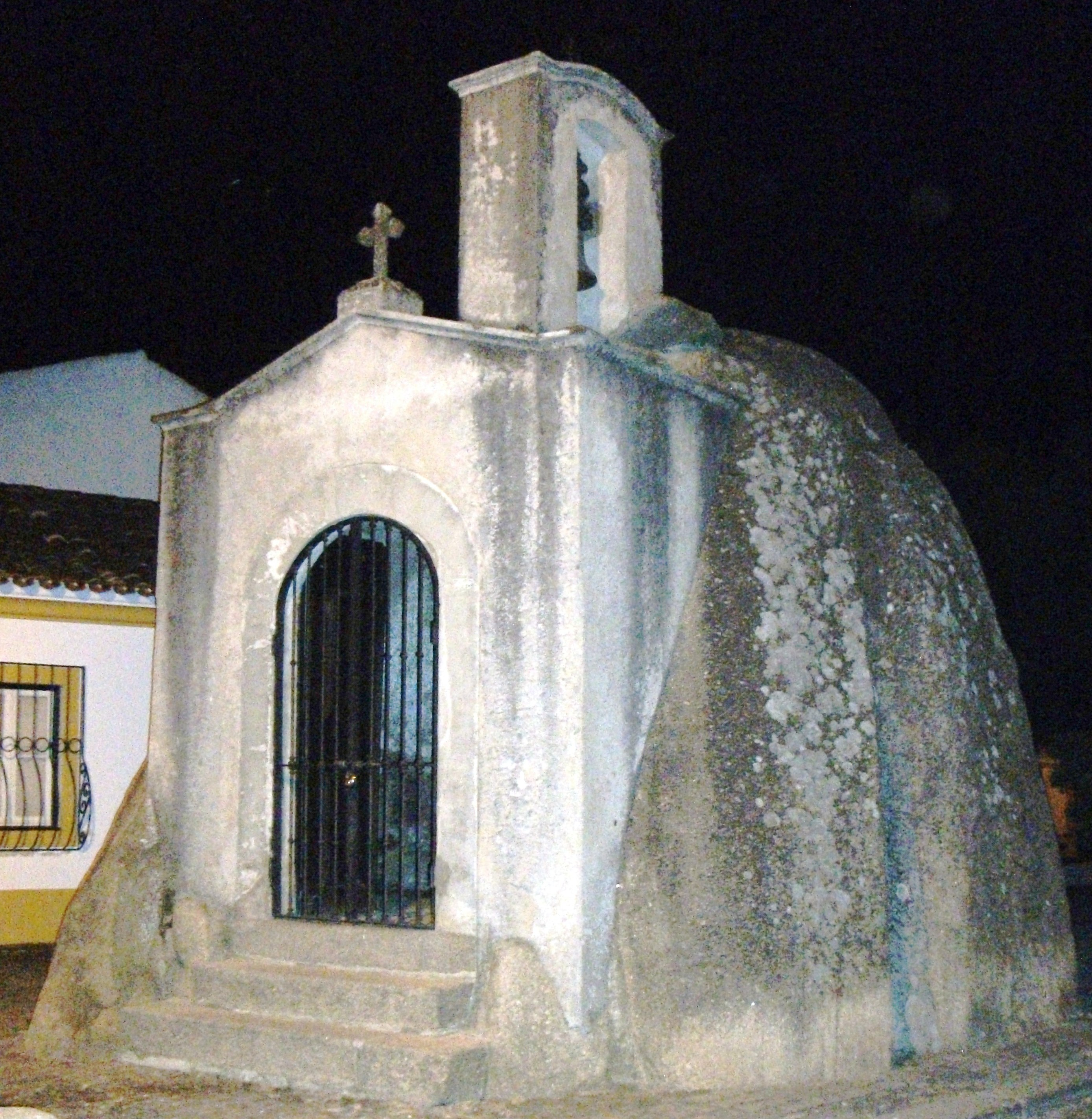
Chapelle dédiée à saint Denis